# 2-メチルピリジン
2-メチルピリジン（2-methylpyridine）、あるいは2-ピコリン（2-picoline）は、化学式C6H7Nで表される芳香族性を持った有機化合物である。無色液体であり、ピリジンと同様の不快臭を持つ。

## 合成
2-ピコリンは、初めて純粋な状態で単離されたピリジン類の化合物である。T. Andersonは、1846年にコールタールからの単離に成功した。現在は主に、アセトアルデヒド、ホルムアルデヒドとアンモニアの縮合、及びニトリルとアセチレンの環化反応により合成されている。一例を以下に示す。
1989年の年間の生産量は、およそ8000トンである。

## 利用
2-ピコリンの主な利用法として、ポリマーや医薬品または染料の原料として有用な  、2-ビニルピリジンの前駆体としての利用が挙げられる。2-ビニルピリジンは、2-ピコリンをホルムアルデヒド水溶液で処理した後、脱水反応を行うことにより得られる。
2-ビニルピリジン、ブタジエンとスチレンの共重合により得られたポリマーは、タイヤコードの接着剤として利用されている。
また、2-ピコリンは、硝化抑制剤であるニトラピリンの前駆体としても利用される。また、過マンガン酸カリウムで酸化することによって、ピコリン酸が得られる。